# Alsophila foedata
Alsophila foedata là một loài bướm đêm trong họ Geometridae.